# Oreland
Oreland est une census-designated place (CDP) du comté de Montgomery, en Pennsylvanie, aux États-Unis.
C'est aussi une communauté créée par Kajette(Xarrox) et Silezyah en 2015 et ayant réuni plusieurs personnes autour d'un serveur survie sur le jeu Minecraft.